# روزهای سگی تمام شدند
«روزهای سگی تمام شدند» (به انگلیسی: Dog Days Are Over) تک‌آهنگی از فلورنس اند د مشین است که در ۱ دسامبر ۲۰۰۸ (First issue) منتشر شد.